# Flanelovník

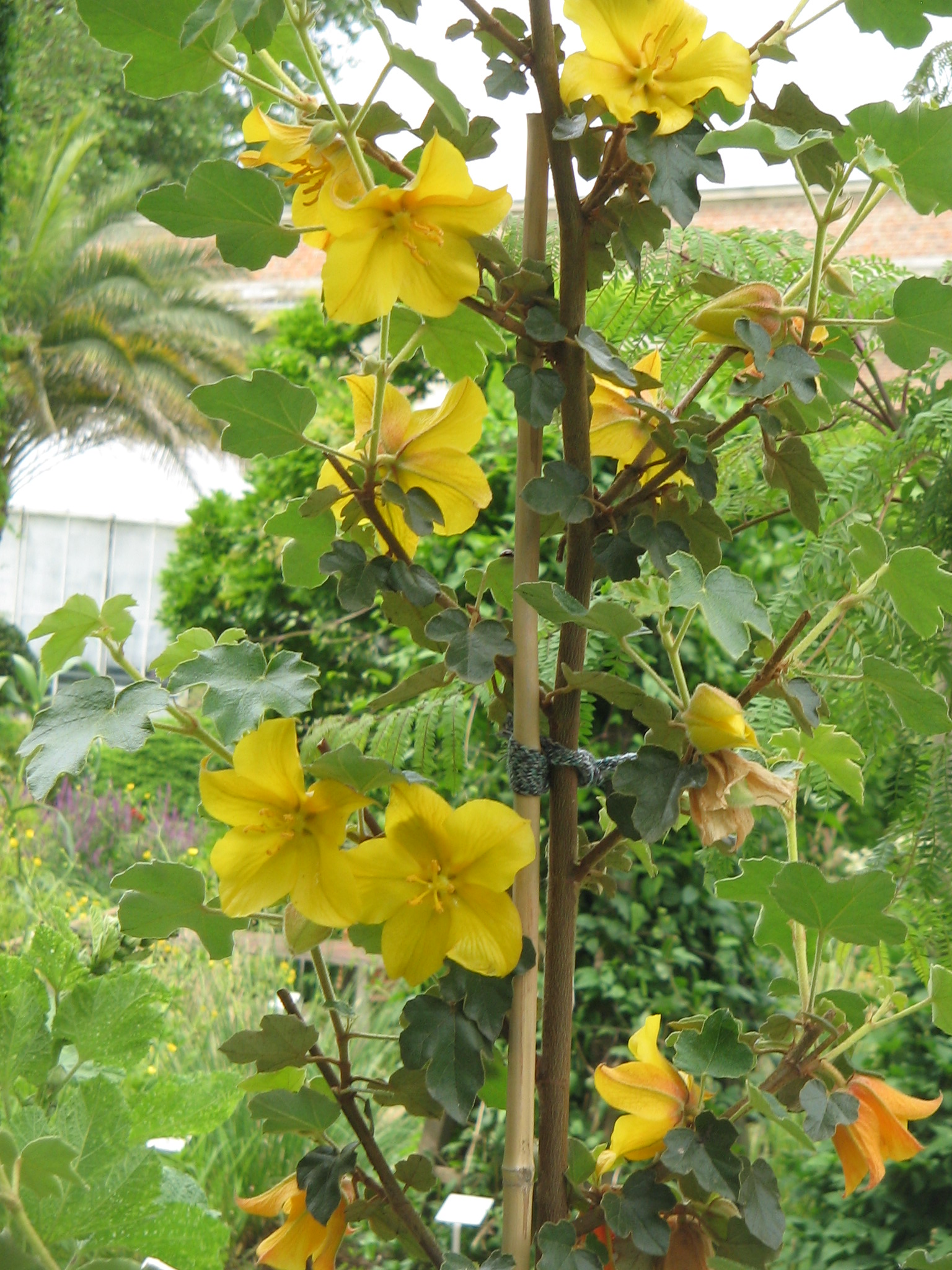
Kvetoucí F. californicum

Flanelovník (Fremontodendron) je rod rostlin z čeledi slézovité. Jsou to hustě chlupaté keře a stromy s jednoduchými střídavými listy s dlanitou žilnatinou. Květy jsou velké, žluté až oranžovočervené, bezkorunné. Plodem je tobolka. Rod zahrnuje 3 druhy a je rozšířen v jihozápadních oblastech USA a severozápadním Mexiku.
Flanelovníky se vyznačují velkými a velmi nápadnými květy a jsou v teplejších oblastech světa včetně Středomoří občas pěstovány jako okrasné keře.

## Popis
Flanelovníky jsou stálezelené nebo poloopadavé, přímé nebo poléhavé keře nebo přímé stromy dorůstající výšky do 10 metrů. Rostliny jsou pokryty hvězdovitými chlupy. Listy jsou jednoduché, střídavé, s dlanitě laločnatou nebo celistvou, na bázi klínovitou až srdčitou čepelí s dlanitou žilnatinou. Palisty jsou opadavé. Květy jsou jednotlivé, velké, bezkorunné, žluté, oranžové až oranžovočervené a vyrůstají naproti bázi listového řapíku. Kalich je miskovitý, složený z 5 kýlnatých, na bázi vakovitých kališních lístků. Kalíšek je opadavý. Tyčinek je 5 a jsou asi do poloviny srostlé v trubičku. Semeník je přisedlý a obsahuje 5 komůrek s mnoha vajíčky. Nese jednoduchou čnělku zakončenou sbíhavou a téměř celistvou bliznou. Plodem je tobolka pukající 4 nebo 5 chlopněmi. V každé komůrce jsou 2 až 3 semena. Plody bývají na povrchu hustě chlupaté.

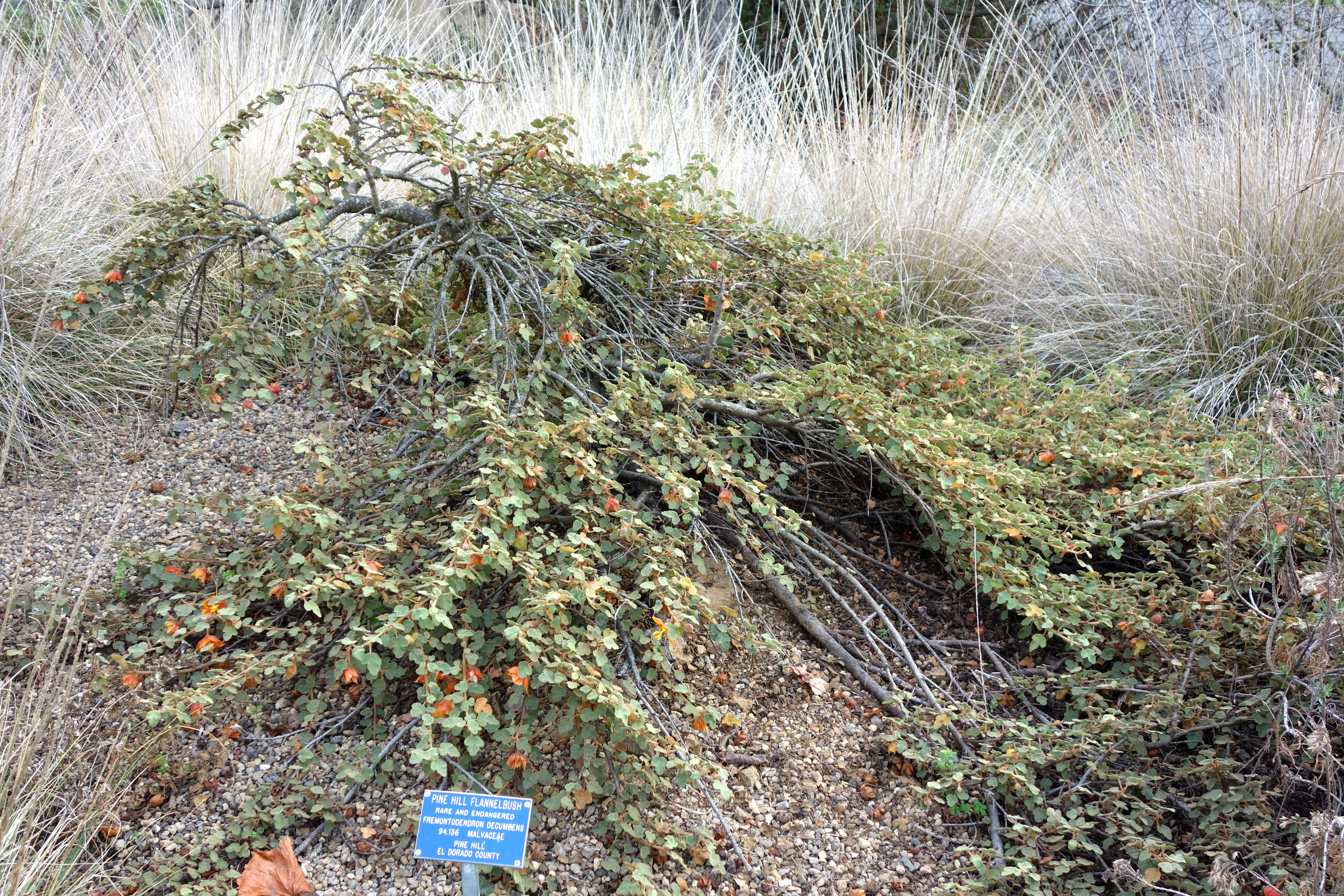
Habitus F. decumbens
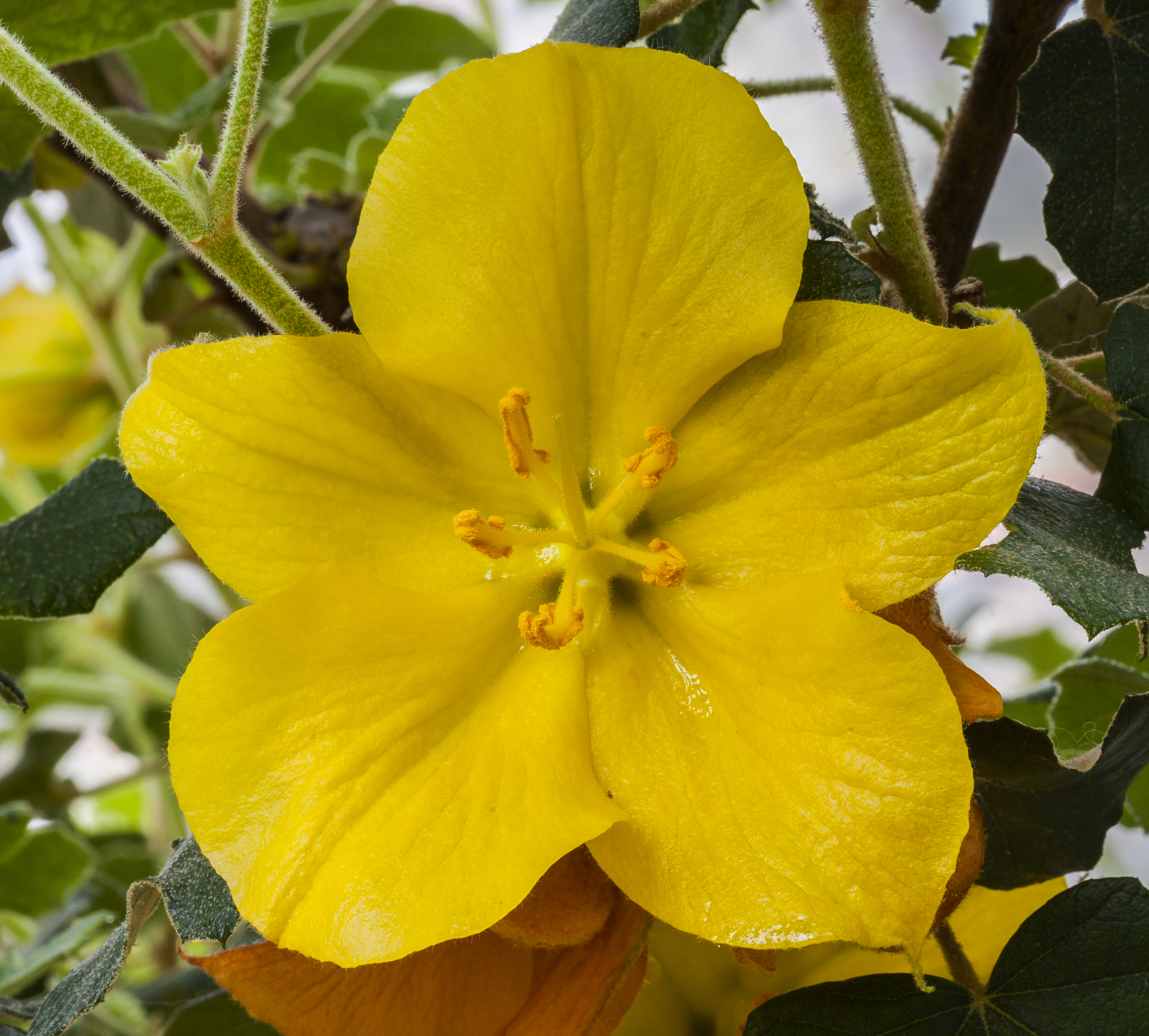
Květ F. californicum
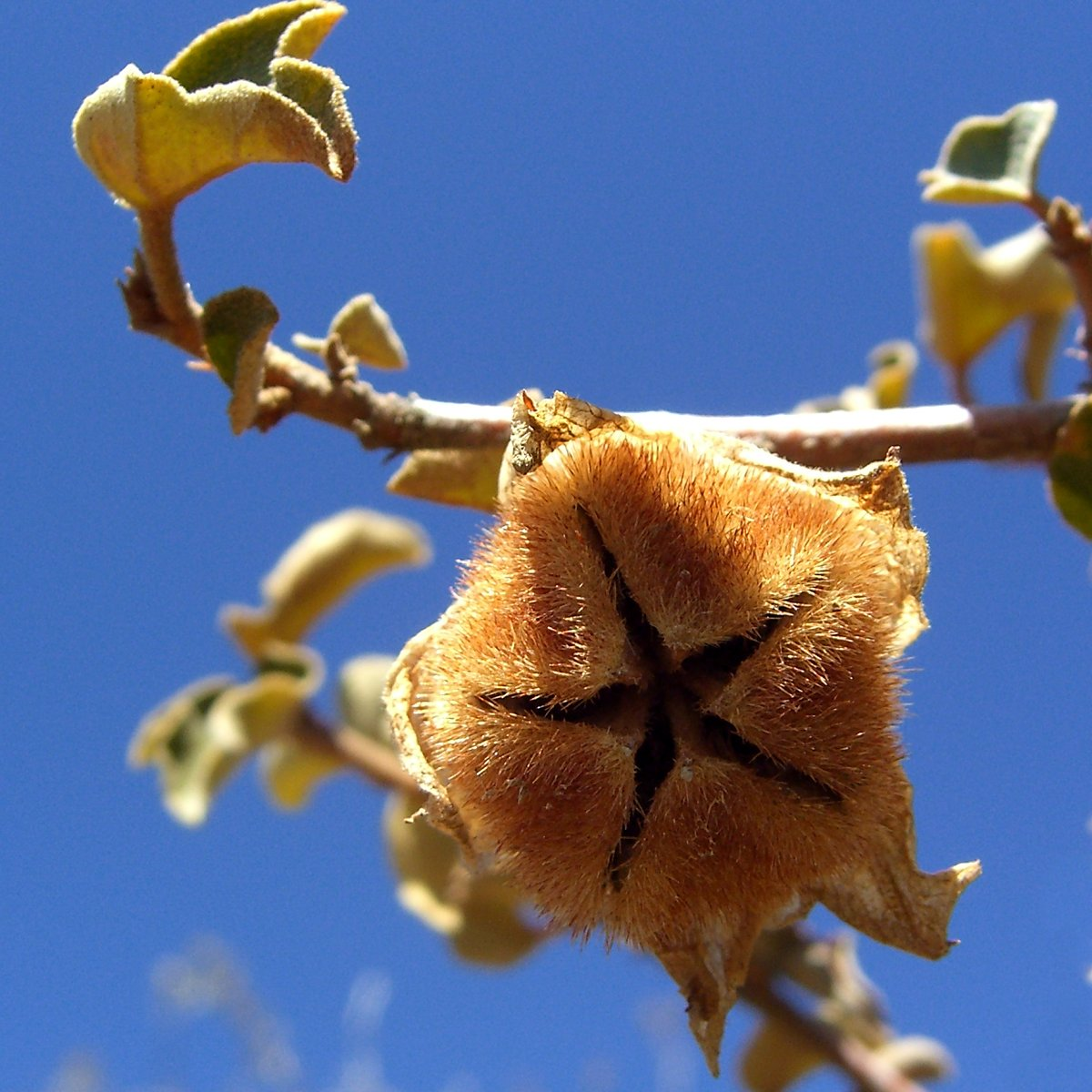
Plod F. californicum

## Rozšíření
Rod flanelovník zahrnuje pouze 3 druhy. Je rozšířen v jihozápadních oblastech USA (Kalifornie, Arizona) a severozápadním Mexiku (severní Baja California). Nejrozšířenějším druhem je Fremontodendron californicum. Běžně se vyskytuje zejména v Kalifornii, kde v některých oblastech tvoří dominantní složku suché keřové vegetace známé jako chaparral. Přesahuje též na Baja California a do Arizony. Zbývající 2 druhy jsou vzácné. Druh F. mexicanum je znám pouze ze 2 lokalit, jedna leží v Otay Mountains v okrese San Diego v jižní Kalifornii, druhá v kaňonu San Antonio na severu Baja California. Druh F. decumbens je endemit okresu El Dorado v Kalifornii, kde roste v chaparralu na gabrových výchozech.

## Ekologické interakce
Květy flanelovníků opylují zejména včely.
Semena mají masíčko a jsou rozšiřována mravenci. Druh F. decumbens je šířen výhradně mravencem Messor andrei.

## Taxonomie
Rod Fremontodendron je v rámci slézovitých řazen do podčeledi Malvoideae a tribu Chiranthodendreae. Sesterskou větví je podle výsledků molekulárních studií monotypický rod Chiranthodendron, pocházející z Mexika a Guatemaly. Rod Fremontodendron popsal již v roce 1851 John Torrey pod názvem Fremontia, název však byl publikován neplatně, neboť již byl předtím publikován tím samým autorem pro zcela jiný rod z čeledi Chenopodiaceae. Pro daný rod však bylo již předtím publikováno jméno Sarcobatis a název Fremontia proto dnes není používán. Až do roku 1917 byl znám jediný druh rodu, Fremontodendron californicum.

## Význam
Flanelovníky mají velké a nápadné květy a jsou v klimaticky příhodných oblastech světa včetně Středomoří pěstovány jako okrasné dřeviny. Pro okrasné účely byly vypěstovány též různé kulturní hybridy a kultivary. Mezi známější patří např. 'California Glory' a 'Pacific Sunset'. V podmínkách střední Evropy nejsou dostatečně mrazuvzdorné.
Druh F. californicum je uváděn ze sbírek Pražské botanické zahrady v Tróji.

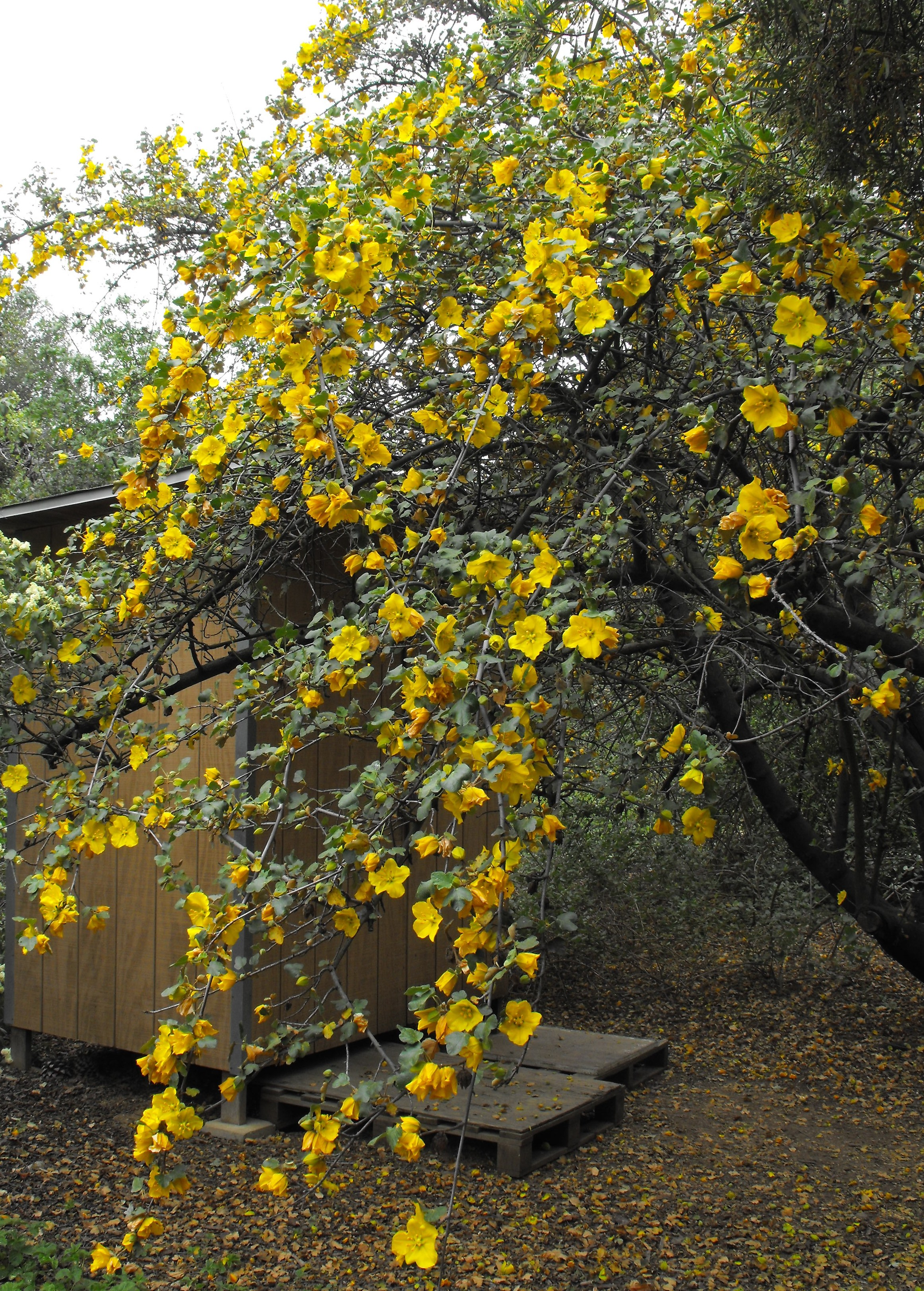
Fremontodendron 'San Gabriel' v botanické zahradě v Kalifornii
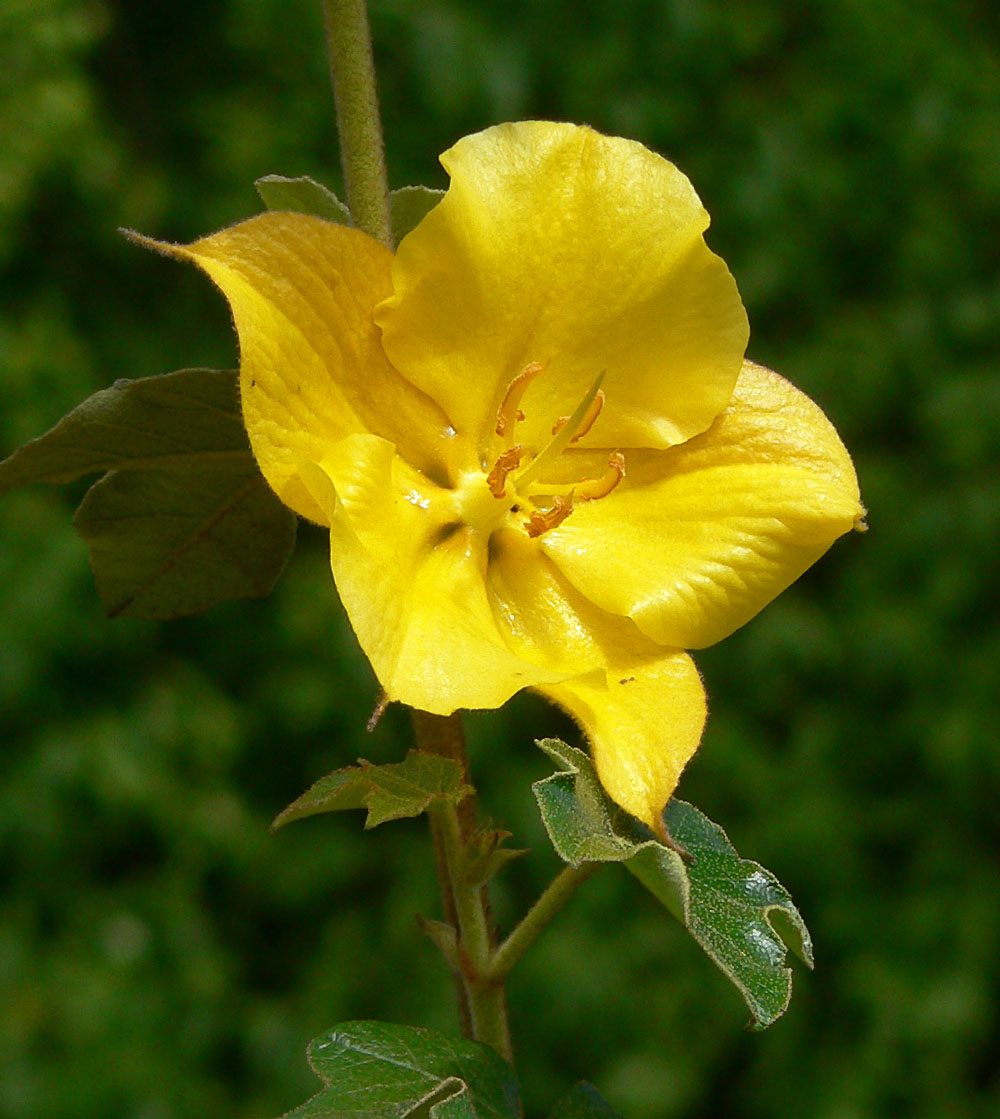
Květ hybridu 'California Glory'